# Eberwin von Rodach
Eberwin von Rodach (auch Eberwin von Rotha; † 1349) war Protonotar von Markgraf Ludwig von Brandenburg von 1333 bis 1349.

## Leben
Eberwin stammte aus einem Ministerialenfamilie aus der fränkischen Grafschaft Henneberg.
Seit 1333 war er Protonotar von Markgraf Ludwig nach dessen Übernahme der Regierung ohne Vormund. In seiner Zeit wurde die Tätigkeit der Kanzlei effektiver, es wurden Ein- und Auslauflisten erstellt und Lehn- und Rechnungsbücher eingeführt.  Nach der Übernahme der Grafschaft Tirol durch Ludwig 1342 war Eberwin mit der Kanzlei auch für dieses Gebiet zuständig.
Nach der Teilung der brandenburgischen und der tirolischen Kanzlei war Eberwin ab 1346/47 Leiter der übergeordneten Hofkanzlei Ludwigs.
1349 überließ er in seinem Testament dem Prämonstratenserkloster Veßra einige Schenkungen, für die als Dank täglich zu seinem Seelenheil Vigilien und Messen gelesen werden sollten.
Bald darauf starb er.